# Provincia de Malampa
Malampa es una provincia de  Vanuatu, incluye las islas de  Malakula, Vao, Atchim, Ambrym y otras catorce islas (en las que al menos cuatro no están habitadas). Tiene una población de 36.724 habitantes y un área de 2.779 km². Su capital es Lakatoro.

## Toponimia
El nombre Malampa proviene de las primeras dos letras de cada una de las islas que conforman la provincia, a excepción de la primera isla mencionada que se toma 3 letras. 
Mal: Malakula
Am: Ambrym
Pa: Paama
Esto ocurre con cada una de las provincias de la República de Vanuatu pero algunas de diferente forma.